# Миран Павлин
Миран Павлин (словен. Miran Pavlin; нар. 8 жовтня 1971, Крань) — словенський футболіст, півзахисник.
Насамперед відомий виступами за клуб люблянську «Олімпію», а також за національну збірну Словенії.
Триразовий чемпіон Словенії. Володар Суперкубка Словенії. Дворазовий володар Кубка Словенії. Володар Кубка Португалії.

## Клубна кар'єра
У дорослому футболі дебютував у 1992 році виступами за команду клубу «Супернова Триглав», в якій провів один сезон, взявши участь у 30 матчах чемпіонату.
Згодом з 1993 до 2000 року грав у складі команд клубів «Олімпія» (Любляна), а також німецьких «Динамо» (Дрезден), «Фрайбург» та «Карлсруе СК». Протягом цих років двічі виборював з «Олімпією» титул чемпіона Словенії.
Своєю грою у Німеччині привернув увагу представників тренерського штабу клубу «Порту», до складу якого приєднався у 2000 році. Відіграв за клуб з Порту наступні два сезони своєї ігрової кар'єри, проте вибороти постійне місце в основному складі не зміг.
Протягом 2002—2009 років знову захищав кольори «Олімпії» (Любляна), грав за кіпрські «Олімпіакос» (Нікосія) та АПОЕЛ.
Завершив професійну ігрову кар'єру у клубі «Копер», за команду якого виступав протягом 2009—2010 років. За цей час додав до переліку своїх трофеїв ще один титул чемпіона Словенії.

## Виступи за збірну
У 1994 році дебютував в офіційних матчах у складі національної збірної Словенії. Протягом кар'єри у національній команді, яка тривала 11 років, провів у формі головної команди країни 63 матчі, забивши 5 голів.
У складі збірної був учасником чемпіонату Європи 2000 року у Бельгії та Нідерландах, чемпіонату світу 2002 року в Японії і Південній Кореї.

## Титули і досягнення
- Чемпіон Словенії (3):

«Олімпія» (Любляна): 1993-94, 1994-95
«Копер»: 2009-10
- Володар Суперкубка Словенії (2):

«Олімпія» (Любляна): 1995
«Копер»: 2010
- Володар Кубка Словенії (2):

«Олімпія» (Любляна): 1995-96, 2002-03
- Володар Кубка Португалії (1):

«Порту»: 2000-01
- Володар Суперкубка Португалії (1):

«Порту»: 2001
- Володар Суперкубка Кіпру (1):

АПОЕЛ: 2004